# 首尔圣公会座堂
圣马利亚暨圣尼古拉座堂（英語：Cathedral Church of St Mary the Virgin and St Nicholas），简称首尔座堂（英語：Seoul Cathedral），是韩国圣公会首尔教区的主教座堂，位于韩国首尔。
1885年，圣公会进入韩国江华岛。1890年，派遣第一位主教，兴建一座韩国传统式样教堂。目前的座堂兴建于1922年，由英国建筑师阿瑟·狄克逊设计，罗曼复兴式建筑。由于资金困难，只完成了计划的一半。
1950年，该堂的牧师被共产党杀害。1965年，分别成立汉城教区和大田教区。
1978年，首尔圣公会座堂被命名为重要文化财产35号。1985年，西端安装了一台管风琴。1987年，座堂为六月民主抗争的重要历史遗址。
1980年代末－90年代初，一位大英博物馆工作人员参观了这座完成一半的座堂后，回到英国，奇迹般地发现了原来的建筑蓝图，将其交给首尔教区。1991年，座堂开始扩建，1996年完成。

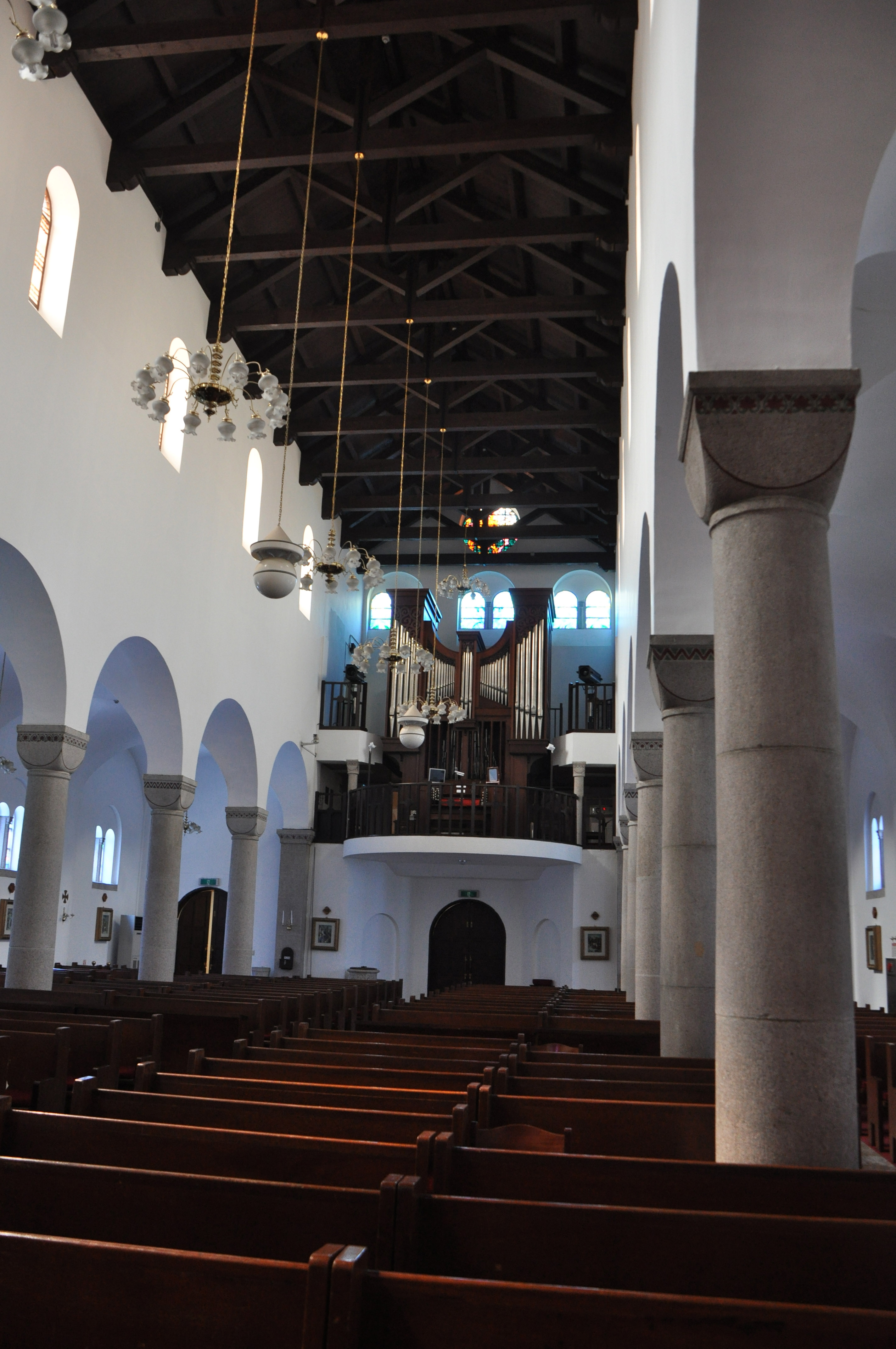
教堂内部

## 鄰近建築
- 德壽宮
- 首爾市議會
- 朝鮮總督府遞信部（朝鲜语：조선총독부 체신국） 舊址

## 外部連結
- 圣马利亚暨圣尼古拉座堂官方網站 （页面存档备份，存于）
- 韓國聖公會官方網站 （页面存档备份，存于）
- 首爾觀光局 | 韓國聖公會 （页面存档备份，存于）